# Queen's Club Championships 2008 - Qualificazioni singolare
Le qualificazioni del singolare ai Queen's Club Championships 2008 sono state un torneo di tennis preliminare per accedere alla fase finale della manifestazione. I vincitori dell'ultimo turno sono entrati di diritto nel tabellone principale. In caso di ritiro di uno o più giocatori aventi diritto a questi sono subentrati i lucky loser, ossia i giocatori che hanno perso nell'ultimo turno ma che avevano una classifica più alta rispetto agli altri partecipanti che avevano comunque perso nel turno finale.
Le qualificazioni del torneo Queen's Club Championships  2008 prevedevano 32 partecipanti di cui 4 sono entrati nel tabellone principale.

## Teste di serie
1. Gō Soeda (primo turno)
2. Gilles Müller (primo turno)
3. Rik De Voest (Qualificato)
4. Serhij Stachovs'kyj (secondo turno)

1. Michail Kukuškin (secondo turno)
2. Stéphane Bohli (primo turno)
3. Andrej Golubev (primo turno)
4. Aisam-ul-Haq Qureshi (secondo turno)

## Qualificati
1. Richard Bloomfield
2. James Ward

1. Rik De Voest
2. Joseph Sirianni

## Tabellone

### Legenda
| - Q = Qualificato - WC = Wild card - LL = Lucky loser | - ALT = Alternate - SE = Special Exempt - PR = Protected Ranking | - w/o = Walkover - r = Ritirato - d = Squalificato |

### Sezione 1
|  | Primo turno        | Primo turno        | Primo turno        | Primo turno | Primo turno |  |  | Secondo turno      | Secondo turno      | Secondo turno | Secondo turno | Secondo turno |   |    | Ultimo turno       | Ultimo turno       | Ultimo turno | Ultimo turno | Ultimo turno |  |
|  |                    |                    |                    |             |             |  |  |                    |                    |               |               |               |   |    |                    |                    |              |              |              |  |
|  |                    | Simon Stadler      | Simon Stadler      | 6           | 7           |  |  |                    |                    |               |               |               |   |    |                    |                    |              |              |              |  |
|  | 1                  | Gō Soeda           | Gō Soeda           | 2           | 64          |  |  | Simon Stadler      | Simon Stadler      | 68            | 7             | 3             |   |    |                    |                    |              |              |              |  |
|  | Richard Bloomfield | Richard Bloomfield | Richard Bloomfield | 6           | 6           |  |  | Richard Bloomfield | Richard Bloomfield | 7             | 65            | 6             |   |    |                    |                    |              |              |              |  |
|  | Harel Levy         | Harel Levy         | Harel Levy         | 4           | 3           |  |  |                    |                    |               |               |               |   |    | Richard Bloomfield | Richard Bloomfield | 4            | 7            | 7            |  |
|  | Jun Woong-sun      | Jun Woong-sun      | Jun Woong-sun      | 6           | 6           |  |  |                    |                    | Jun Woong-sun | Jun Woong-sun | 6             | 5 | 68 |                    |                    |              |              |              |  |
|  | Prakash Amritraj   | Prakash Amritraj   | Prakash Amritraj   | 3           | 2           |  |  | Jun Woong-sun      | Jun Woong-sun      | Jun Woong-sun | 6             | 6             |   |    |                    |                    |              |              |              |  |
|  |                    | Brendan Evans      | 6                  | 3           | 6           |  |  | Brendan Evans      | Brendan Evans      | Brendan Evans | 4             | 2             |   |    |                    |                    |              |              |              |  |
|  | 7                  | Andrej Golubev     | 1                  | 6           | 3           |  |  |                    |                    |               |               |               |   |    |                    |                    |              |              |              |  |

### Sezione 2
|  | Primo turno     | Primo turno         | Primo turno         | Primo turno | Primo turno |  |  | Secondo turno       | Secondo turno       | Secondo turno | Secondo turno | Secondo turno |   |   | Ultimo turno    | Ultimo turno    | Ultimo turno | Ultimo turno | Ultimo turno |  |
|  |                 |                     |                     |             |             |  |  |                     |                     |               |               |               |   |   |                 |                 |              |              |              |  |
|  |                 | Alexander Slabinsky | Alexander Slabinsky | 7           | 7           |  |  |                     |                     |               |               |               |   |   |                 |                 |              |              |              |  |
|  | 2               | Gilles Müller       | Gilles Müller       | 6(1)        | 68          |  |  | Alexander Slabinsky | Alexander Slabinsky | 6             | 4             | 3             |   |   |                 |                 |              |              |              |  |
|  | Danai Udomchoke | Danai Udomchoke     | Danai Udomchoke     | 6           | 6           |  |  | Danai Udomchoke     | Danai Udomchoke     | 3             | 6             | 6             |   |   |                 |                 |              |              |              |  |
|  | Maks Mirny      | Maks Mirny          | Maks Mirny          | 4           | 4           |  |  |                     |                     |               |               |               |   |   | Danai Udomchoke | Danai Udomchoke | 4            | 6            | 5            |  |
|  | Ivo Klec        | Ivo Klec            | 65                  | 6           | 6           |  |  |                     |                     | James Ward    | James Ward    | 6             | 4 | 7 |                 |                 |              |              |              |  |
|  | Gary Lugassy    | Gary Lugassy        | 7                   | 2           | 1           |  |  | Ivo Klec            | Ivo Klec            | 6             | 3             | 68            |   |   |                 |                 |              |              |              |  |
|  |                 | James Ward          | James Ward          | 7           | 0           |  |  | James Ward          | James Ward          | 3             | 6             | 7             |   |   |                 |                 |              |              |              |  |
|  | 6               | Stéphane Bohli      | Stéphane Bohli      | 5           | 0r          |  |  |                     |                     |               |               |               |   |   |                 |                 |              |              |              |  |

### Sezione 3
|  | Primo turno     | Primo turno       | Primo turno       | Primo turno | Primo turno |  |  | Secondo turno | Secondo turno    | Secondo turno    | Secondo turno | Secondo turno |   |   | Ultimo turno | Ultimo turno | Ultimo turno | Ultimo turno | Ultimo turno |  |
|  |                 |                   |                   |             |             |  |  |               |                  |                  |               |               |   |   |              |              |              |              |              |  |
|  | 3               | Rik De Voest      | Rik De Voest      | 7           | 6           |  |  |               |                  |                  |               |               |   |   |              |              |              |              |              |  |
|  |                 | Alex Kuznetsov    | Alex Kuznetsov    | 63          | 1           |  |  | 3             | Rik De Voest     | Rik De Voest     | 7             | 6             |   |   |              |              |              |              |              |  |
|  | Michail Elgin   | Michail Elgin     | Michail Elgin     | 6           | 7           |  |  |               | Michail Elgin    | Michail Elgin    | 6             | 3             |   |   |              |              |              |              |              |  |
|  | Colin Ebelthite | Colin Ebelthite   | Colin Ebelthite   | 1           | 5           |  |  |               |                  |                  |               |               |   |   | 3            | Rik De Voest | 3            | 6            | 6            |  |
|  | Adam Feeney     | Adam Feeney       | Adam Feeney       | 6           | 6           |  |  |               |                  |                  | Adam Feeney   | 6             | 2 | 3 |              |              |              |              |              |  |
|  | Dušan Vemić     | Dušan Vemić       | Dušan Vemić       | 3           | 3           |  |  |               | Adam Feeney      | Adam Feeney      | 6             | 6             |   |   |              |              |              |              |              |  |
|  | 5               | Michail Kukuškin  | Michail Kukuškin  | 7           | 6           |  |  | 5             | Michail Kukuškin | Michail Kukuškin | 3             | 2             |   |   |              |              |              |              |              |  |
|  |                 | Frédéric Niemeyer | Frédéric Niemeyer | 65          | 2           |  |  |               |                  |                  |               |               |   |   |              |              |              |              |              |  |

### Sezione 4
|  | Primo turno     | Primo turno          | Primo turno          | Primo turno | Primo turno |  |  | Secondo turno | Secondo turno        | Secondo turno   | Secondo turno   | Secondo turno |   |   | Ultimo turno | Ultimo turno | Ultimo turno | Ultimo turno | Ultimo turno |  |
|  |                 |                      |                      |             |             |  |  |               |                      |                 |                 |               |   |   |              |              |              |              |              |  |
|  | 4               | Serhij Stachovs'kyj  | Serhij Stachovs'kyj  | 6           | 7           |  |  |               |                      |                 |                 |               |   |   |              |              |              |              |              |  |
|  |                 | Sébastien de Chaunac | Sébastien de Chaunac | 4           | 62          |  |  | 4             | Serhij Stachovs'kyj  | 6               | 6               | 4             |   |   |              |              |              |              |              |  |
|  | Łukasz Kubot    | Łukasz Kubot         | Łukasz Kubot         | 7           | 6           |  |  |               | Łukasz Kubot         | 3               | 7               | 6             |   |   |              |              |              |              |              |  |
|  | Jamie Murray    | Jamie Murray         | Jamie Murray         | 5           | 3           |  |  |               |                      |                 |                 |               |   |   | Łukasz Kubot | Łukasz Kubot | 6            | 3            | 6            |  |
|  | Joseph Sirianni | Joseph Sirianni      | Joseph Sirianni      | 6           | 6           |  |  |               |                      | Joseph Sirianni | Joseph Sirianni | 2             | 6 | 7 |              |              |              |              |              |  |
|  | Ryan Sweeting   | Ryan Sweeting        | Ryan Sweeting        | 4           | 3           |  |  |               | Joseph Sirianni      | 7               | 64              | 7             |   |   |              |              |              |              |              |  |
|  | 8               | Aisam-ul-Haq Qureshi | Aisam-ul-Haq Qureshi | 6           | 6           |  |  | 8             | Aisam-ul-Haq Qureshi | 63              | 7               | 63            |   |   |              |              |              |              |              |  |
|  |                 | Robert Smeets        | Robert Smeets        | 3           | 3           |  |  |               |                      |                 |                 |               |   |   |              |              |              |              |              |  |